# Kiskunfélegyháza
Kiskunfélegyháza est une ville et une commune du comitat de Bács-Kiskun en Hongrie.

## Géographie
Kiskunfélegyháza se trouve à 25 km au sud-est de Kecskemét et à 107 km au sud-est de Budapest.
La ville est située entre le Danube et la Tisza.
Le parc national de Kiskunság se trouve à proximité.

## Histoire
En hongrois, ce nom veut dire « moitié d'église de la Petite Coumanie ». La Coumanie est la région peuplée par les Coumans (en hongrois kun, en russe polovtses), peuple cavalier turcophone de la steppe pontique, qui avait dominé un vaste territoire entre le bas-Danube et la Volga avant d'en être évincé par les Tatars au XIIIe siècle et d'être assimilé par les Hongrois, les Roumains ou les Russes.

## Population
Recensements ou estimations de la population :
| 1870   | 1880   | 1890   | 1900   | 1910   |
| ------ | ------ | ------ | ------ | ------ |
| 19 677 | 20 208 | 24 475 | 27 290 | 28 594 |

| 1920   | 1930   | 1941   | 1949   | 1960   |
| ------ | ------ | ------ | ------ | ------ |
| 30 528 | 31 754 | 31 812 | 31 470 | 33 126 |

| 1970   | 1980   | 1990   | 2001   | 2011   |
| ------ | ------ | ------ | ------ | ------ |
| 34 073 | 35 414 | 34 220 | 32 489 | 30 305 |

| 2013   | 2014   | 2018   | 2019   | 2021   |
| ------ | ------ | ------ | ------ | ------ |
| 29 567 | 29 340 | 29 324 | 29 306 | 28 851 |

| 2022   | 2023   | 2024   | - | - |
| ------ | ------ | ------ | - | - |
| 28 872 | 28 803 | 28 562 | - | - |

## Transports

### Transport routier
Kiskunfélegyháza est un carrefour routier important : elle est traversée, entre-autres, par la route principale 5 et par l'autoroute M5.
La route principale 451 part de Kiskunfélegyháza en direction de Szentes, et la route principale 542 sert à contourner le centre-ville par l'ouest.

### Transport ferroviaire
La gare de Kiskunfélégyháza se situe sur la Ligne de Cegléd à Szeged et il y a également des trains directs vers Kiskunhalas, Szentes et Szolnok via Lakitelek.

## Personnalités
- Ferenc Móra (1879-1934), romancier
- Béla Magyari (1949-2018), cosmonaute
- Sándor Petőfi (1823-1849), poète
- László Réczi (1947), lutteur
- Gyula Zsivótzky (1937-2007), athlète
- Tamás Sulyok (1956), président de la Hongrie
- Alexander Kohut (1842-1894), rabbin
- László Zarándi (1929-2023), athlète
- László Vadász (1948-2005), maître d'échecs
- Csaba Tabajdi (1952-), homme politique
- István Messzi (1961-1991), haltérophile
- György Mizsei (1971-), boxeur

## Jumelages
Les villes jumelles de Kiskunfélegyháza sont,:
| Ville | Ville            | Pays | Pays      | Période     |
| ----- | ---------------- | ---- | --------- | ----------- |
|       | Bagnols-sur-Cèze |      | France    | depuis 2010 |
|       | Braunfels        |      | Allemagne | depuis 1992 |
|       | Corund (d)       |      | Roumanie  | depuis 1993 |
|       | Die              |      | France    | depuis 2000 |
|       | Feltre           |      | Italie    | depuis 2005 |
|       | Jászfényszaru,   |      | Hongrie   | depuis 2018 |
|       | Kikinda          |      | Serbie    | depuis 2011 |
|       | Kjellerup (en)   |      | Danemark  | depuis 1993 |
|       | Rabka-Zdrój      |      | Pologne   | depuis 2013 |
|       | Sighișoara       |      | Roumanie  | depuis 2001 |
|       | Silkeborg        |      | Danemark  | depuis 2009 |
|       | Turda            |      | Roumanie  | depuis 2012 |
|       | Uhrovec          |      | Slovaquie | depuis 2010 |

## Galerie

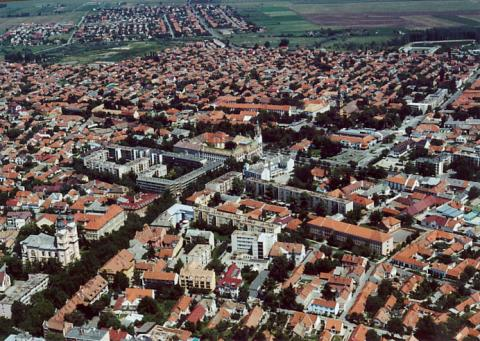
Vue aérienne.
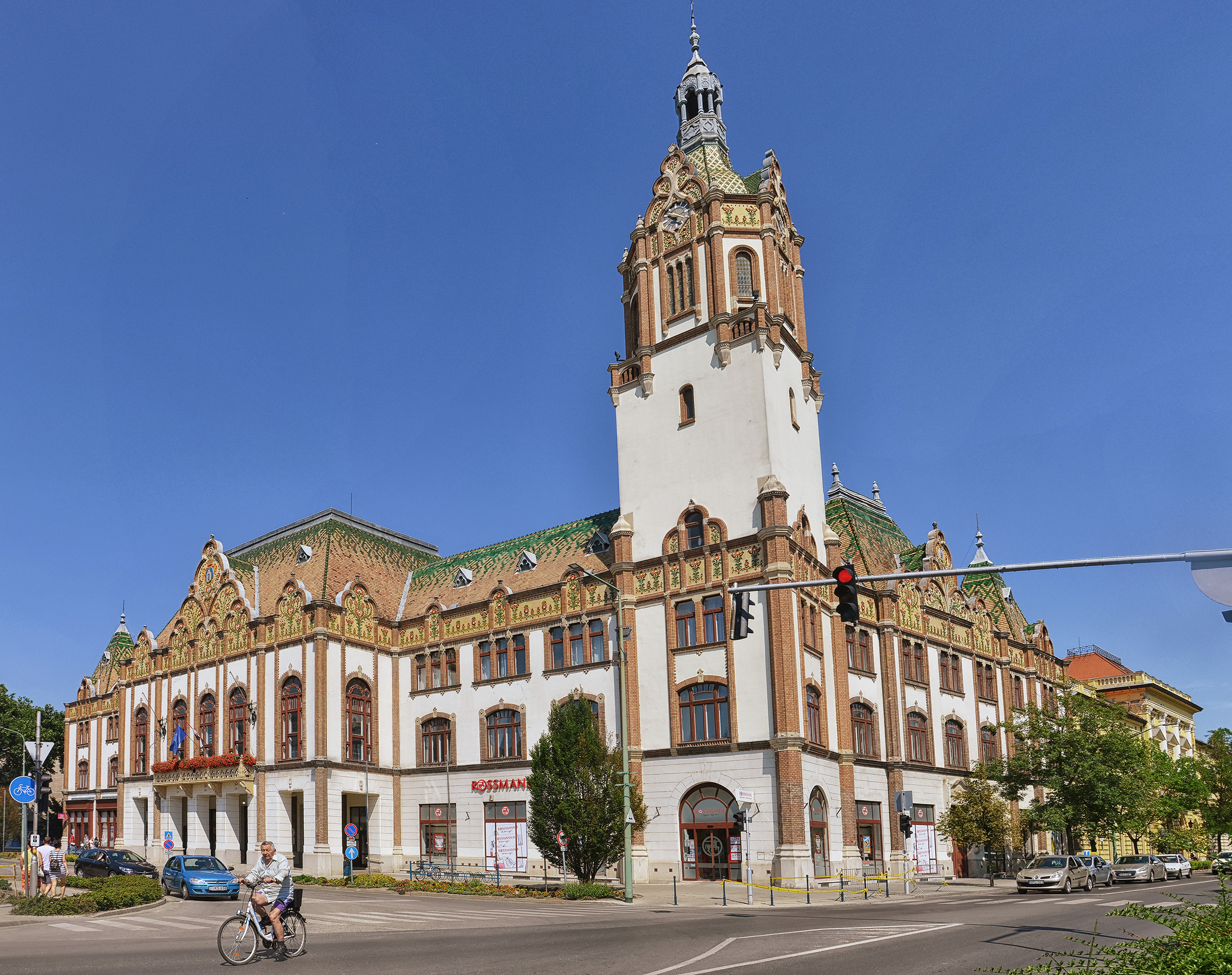
L'hôtel de ville de style sécession hongroise.
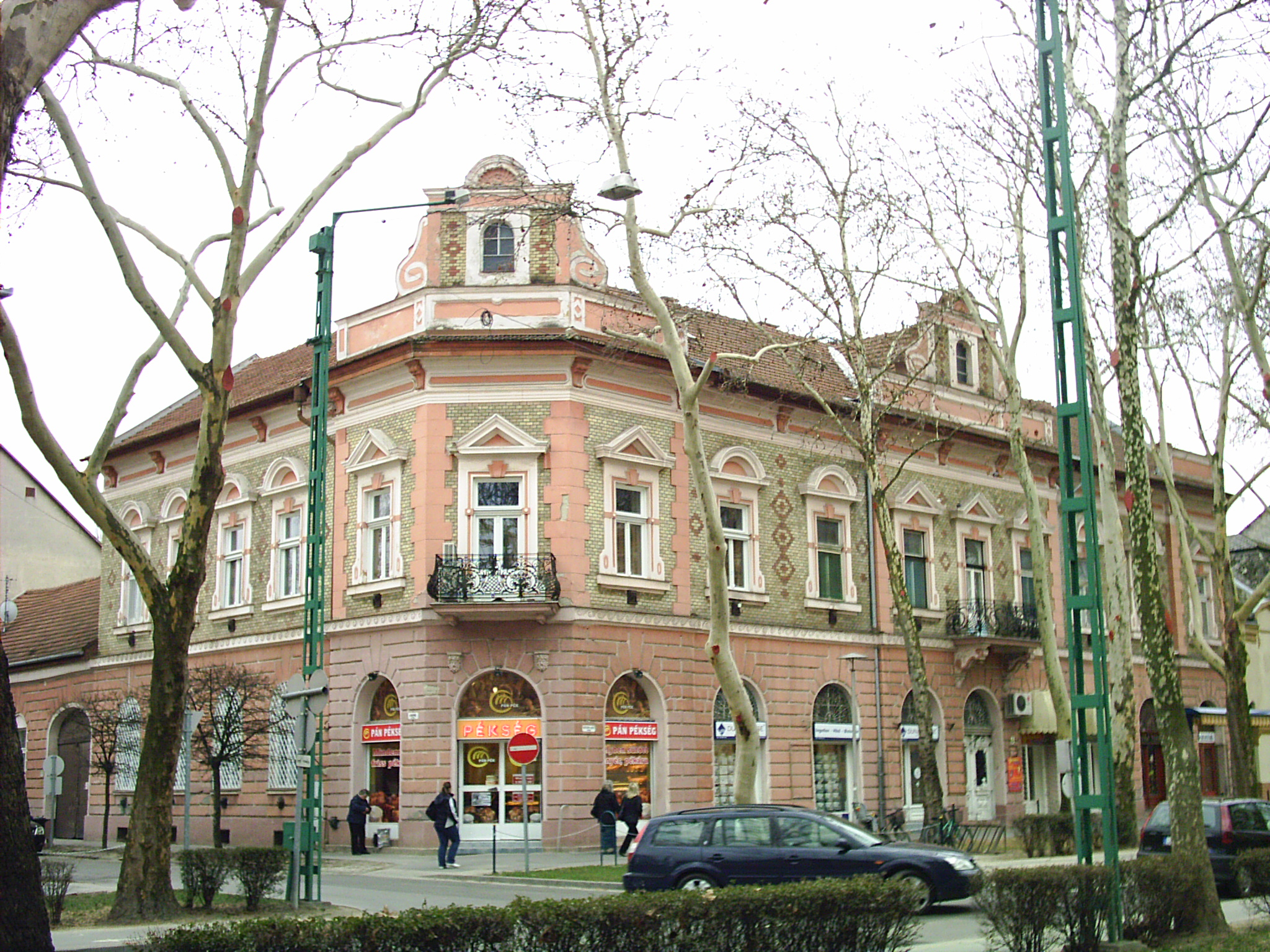
Immeuble résidentiel.
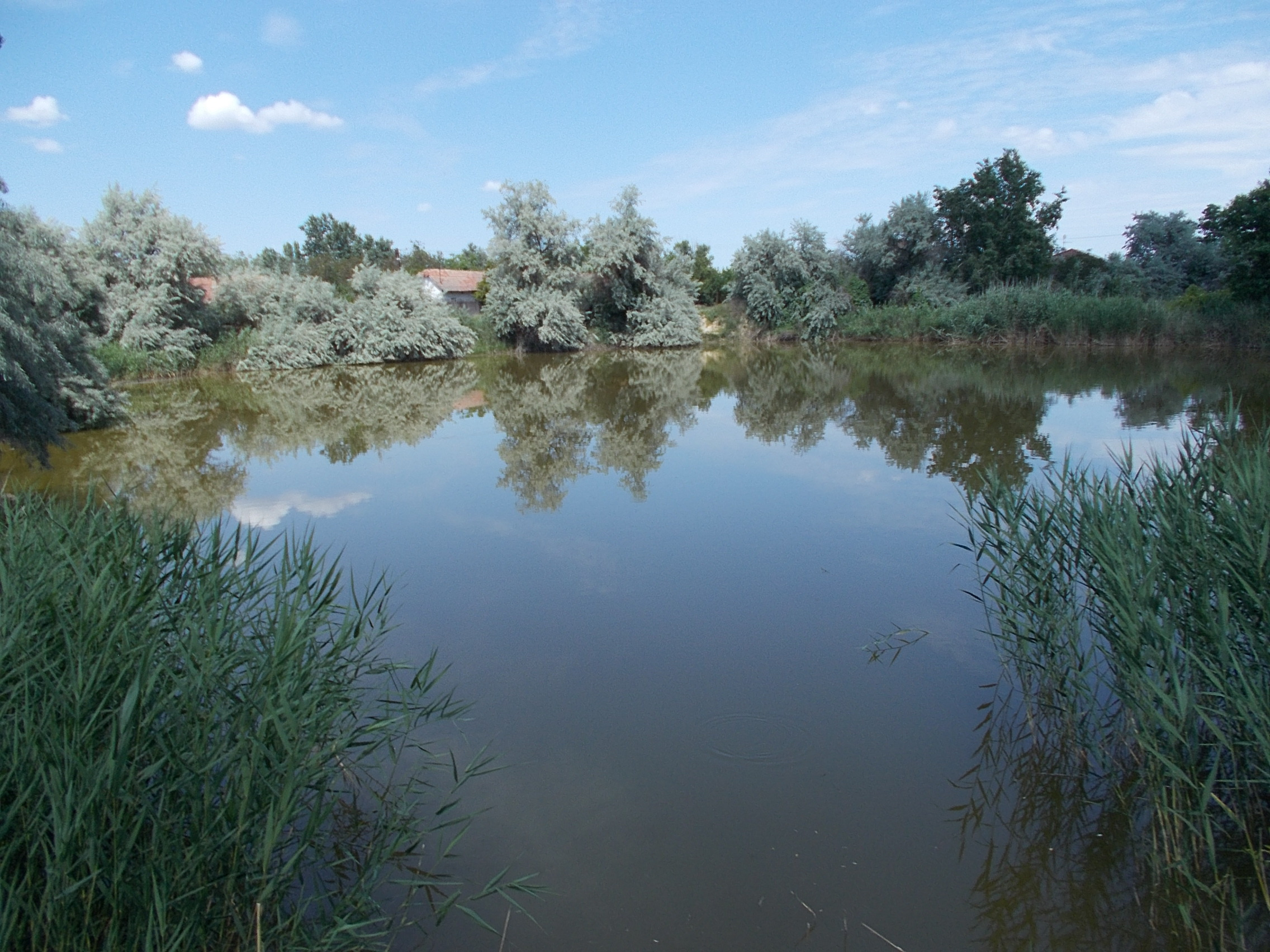
Parc Lóusztató.